# Madonne-et-Lamerey
Madonne-et-Lamerey è un comune francese di 419 abitanti situato nel dipartimento dei Vosgi nella regione del Grand Est.

## Società

### Evoluzione demografica
Abitanti censiti